# ガラパゴス諸島
座標: 南緯0度40分0秒 西経90度33分0秒 / 南緯0.66667度 西経90.55000度
ガラパゴス諸島（ガラパゴスしょとう、スペイン語: Islas Galápagos [ˈizlaz ɣaˈlapaɣos]、英語: Galápagos Islands）は、東太平洋上の赤道下にあるエクアドル領の諸島。Islas Galápagos はスペイン語でカメを意味する galápago から「カメたちの島々」という意味で、島々に生息するガラパゴスゾウガメに由来する。正式名称はコロン諸島（スペイン語: Archipiélago de Colón）で「コロンブスの群島」を意味する。行政面ではガラパゴス県にある。約2万5124人（2010年統計）が居住し、主要言語はスペイン語。

## 地理
エクアドル本土から太平洋を隔てておよそ1000キロメートル西の赤道直下に点在するガラパゴス諸島は最初におよそ600万年前の海底火山の活動によって東部地区が誕生した。その後、大きく分けて2回の噴火で中央部、その後西部が生まれ、現在の諸島が形成された。 ガラパゴス諸島は太平洋上に浮かぶ大小の島々と岩礁で成り立っていて、主だった島々は13の大きな島と6つの小さな島だが、名前のついている島と岩礁の合計は234島確認されている。もっとも北のダーウィン島と南のエスパニョラ島の間は220キロメートル離れている。最大のイサベラ島は面積4588平方キロメートル、島内のウォルフ火山は海抜1707メートルである。
1000万-500万年前の火山活動（ホットスポットの活動）でできた諸島で、現在も火山活動が続いており、2009年4月にフェルナンディナ島のラ・クンブレ山で噴火した。
ガラパゴス諸島の島々は、現在のフェルナンディナ島に位置するガラパゴス・ホットスポット（Galápagos hotspot）の火山活動によって代々形成されたと考えられている。ガラパゴス諸島一帯に位置するプレートの1つであるナスカプレートが年間数センチメートルずつ南東へ移動しているため、形成された島々も南東に移動している。南東側から西に向かって順に新しい島になっており、現存する島ではエスパニョラ島がもっとも古く、今から500万-300万年ほど前に誕生したとされている。西側の島ほど噴火活動が活発で、東に行くほど火山活動は小さい。古い島は島を構成する岩石が古く侵食が進んでおり、そのうち海に沈むと考えられている。

### 構成島
19の主な島と小さな島や岩礁からなる。
- サンタ・クルス島（西: Santa Cruz, インディファティガブル島、英: Indefatigable）
- バルトロメ島（西: Bartolomé, バーソロミュー島、英: Bartholomew） - サンチャゴ島の沖にある火山の小島。
- サンチャゴ島（西: Santiago, サン・サルバドル島、西: San Salvador, ジェームズ島、英: James）
- サン・クリストバル島（西: San Cristóbal, チャタム島、英: Chatham） - 本土のグアヤキルと結ぶ空港がある。
- サンタ・フェ島（西: Santa Fé, バーリントン島、英: Barrington）
- エスパニョラ島（西: Española, フッド島、英: Hood） - 諸島でもっとも南東に位置する一番古い島。フェルナンディア島のマグマ上昇地（ホットスポット）から250キロメートル離れている。火山活動により今から500万-300万年ほど前に誕生したといわれている。
- フロレアナ島（英語版）（西: Floreana, チャールズ島、英: Charles）
- イサベラ島（西: Isabela, アルベマール島、英: Albemarle） - 諸島でもっとも大きい島。諸島で唯一、島の北部を赤道が通過している。
- フェルナンディナ島（西: Fernandina, ナーボロウ島、英: Narborough） - 諸島の西端に位置し、もっとも火山活動が活発な島。
- トルトゥガ島（スペイン語版）（西: Tortuga）
- ピンタ島（西: Pinta, アビンドン島、英: Abingdon）
- マルチェナ島（英語版）（西: Marchena, ビンドロー島、英: Bindloe）
- ヘノベサ島（西: Genovesa, タワー島、英: Tower）
- セイモア・ノルテ島（スペイン語版）（西: Seymour Norte, ノース・セイモア島、英: North Seymour）
- バルトラ島（スペイン語版）（西: Baltra, サウス・セイモア島、英: South Seymour） - 本土と結ぶ主要空港がある。
- ピンソン島（スペイン語版）（西: Pinzón, ダンカン島、英: Duncan）
- ラビダ島（スペイン語版）（西: Rábida, ジャーヴィス島、英: Jervis）
- ダーウィン島（英語版、スペイン語版）（西: Darwin, カルペッパー島、英: Culpepper） - ウォルフ島とともに他の島々から離れた北西端に位置する島。
- ウォルフ島（西: Wolf, ウェンマン島、英: Wenman）

他
- 北プラザ島（スペイン語版）と南プラザ島（スペイン語版） - サンタ・クルス島東端にある南北2つの小島。

など

## 歴史

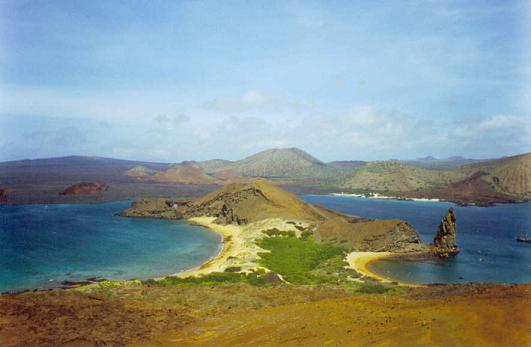
バルトロメ島

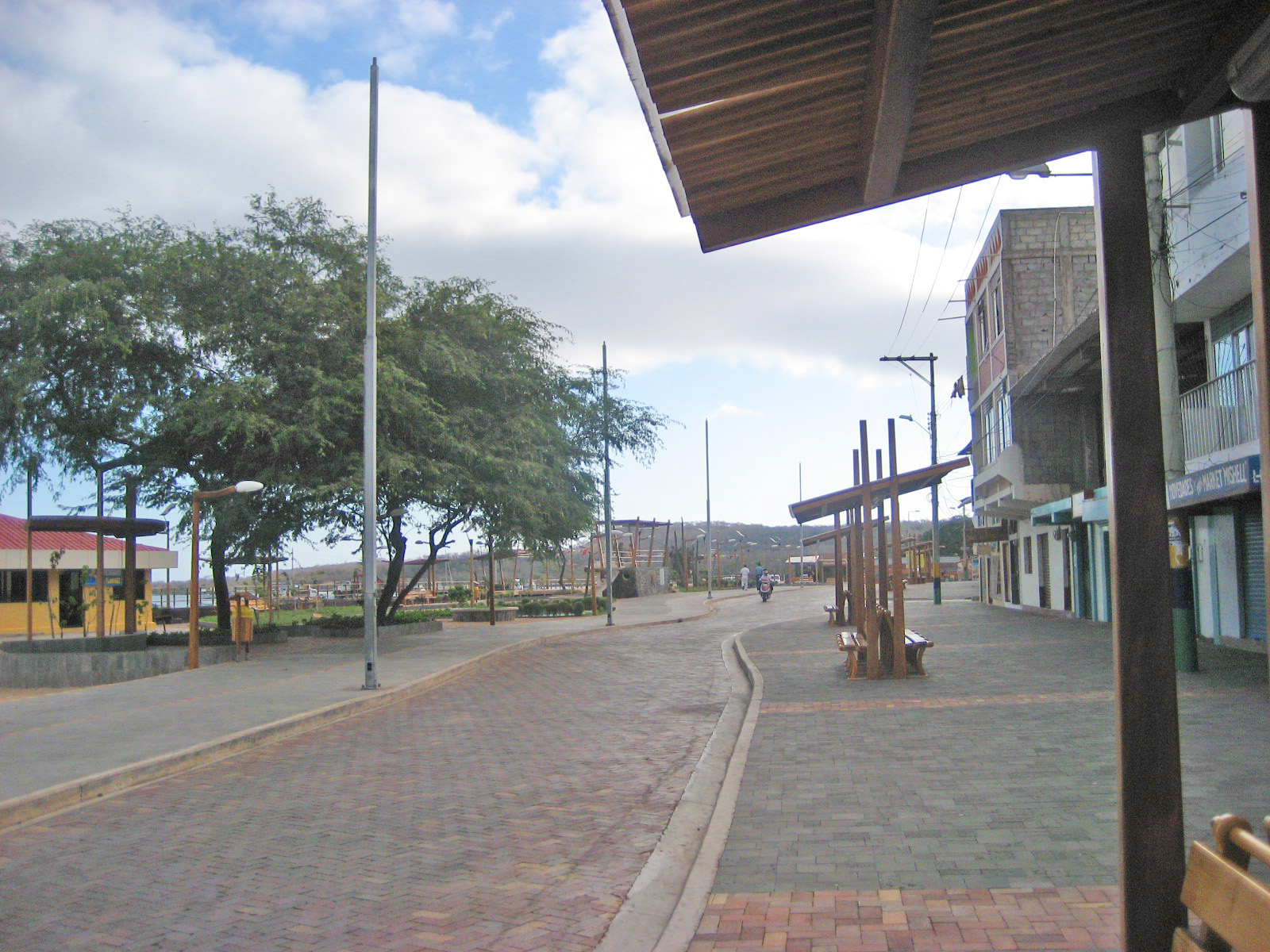
サン・クリストバル島の市街地

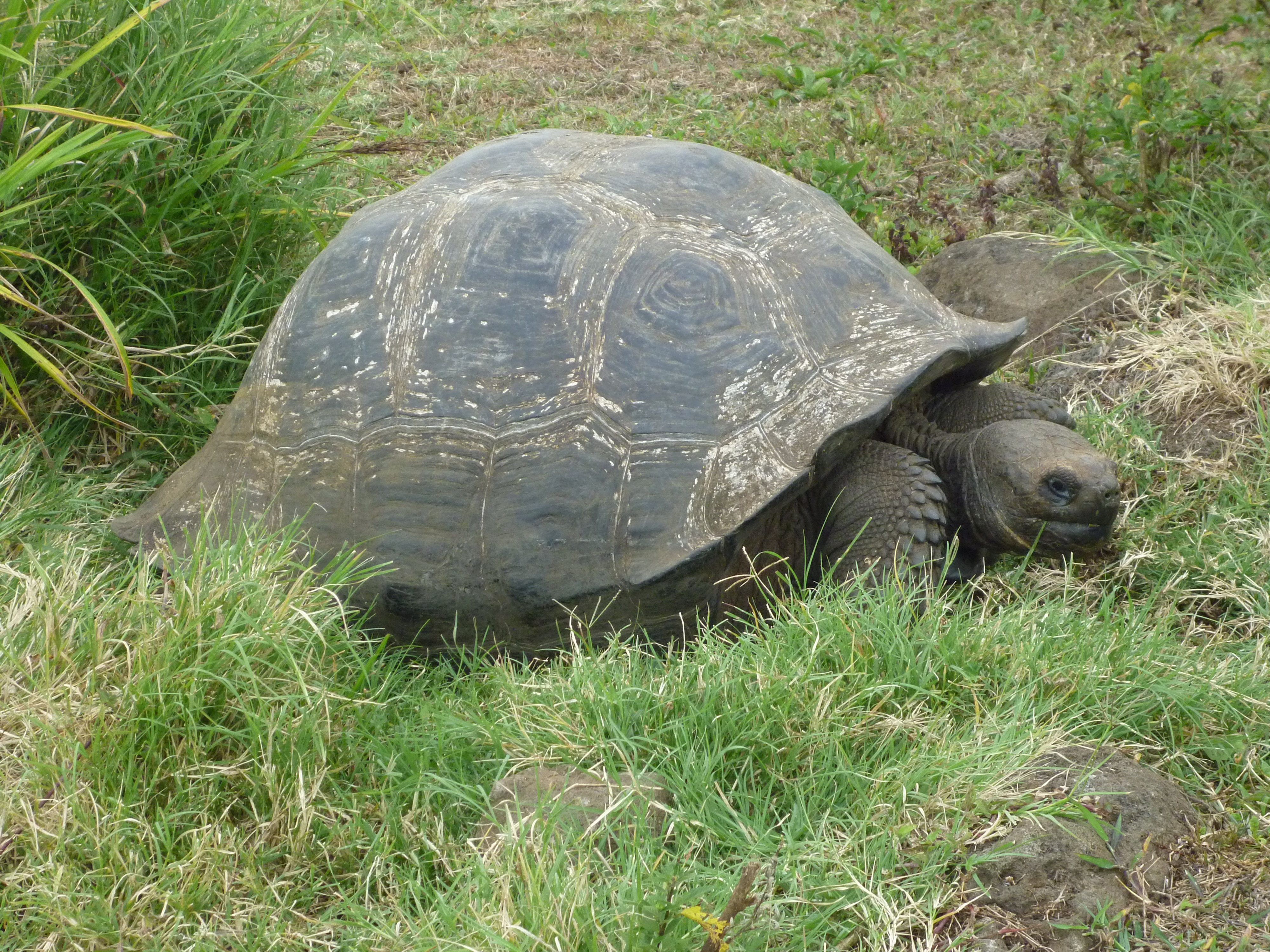
ガラパゴスゾウガメ

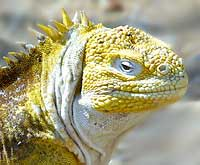
ガラパゴスリクイグアナ

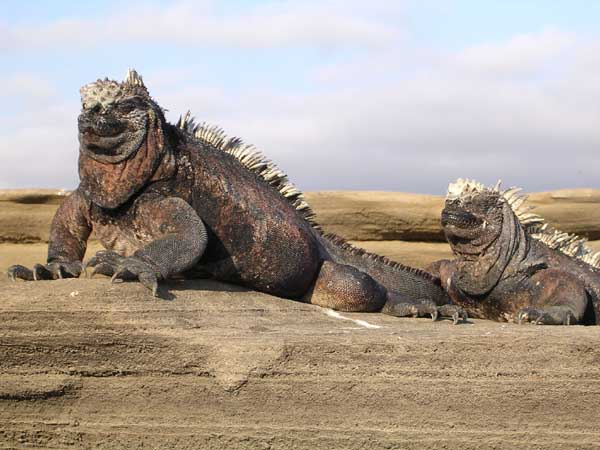
ウミイグアナ

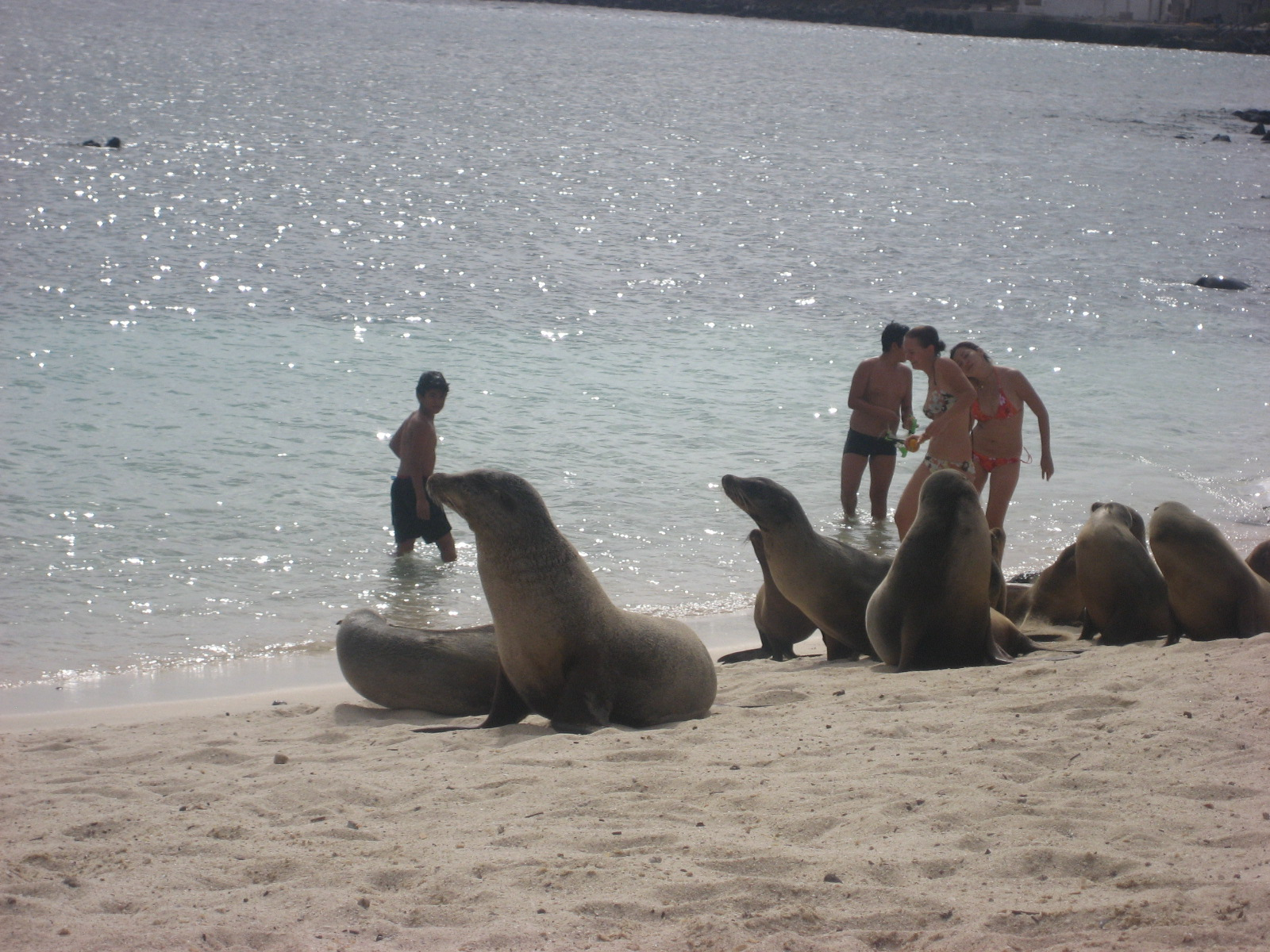
人を怖れないアシカ

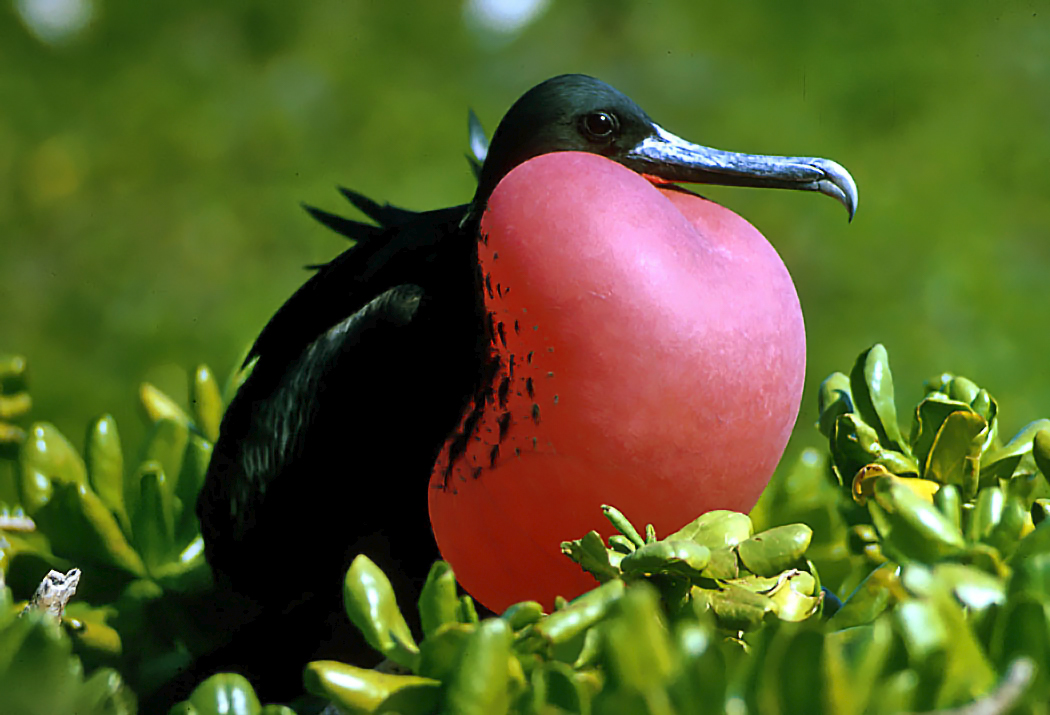
アメリカグンカンドリ

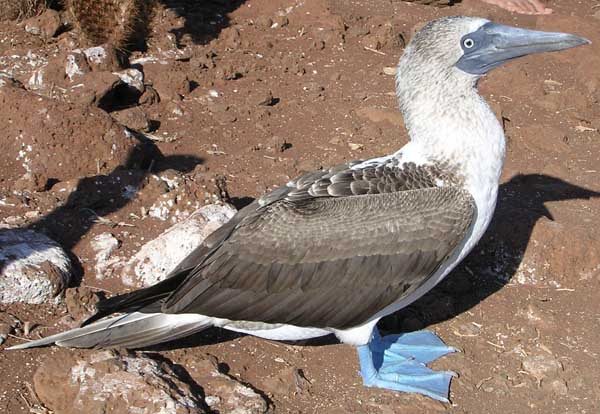
アオアシカツオドリ

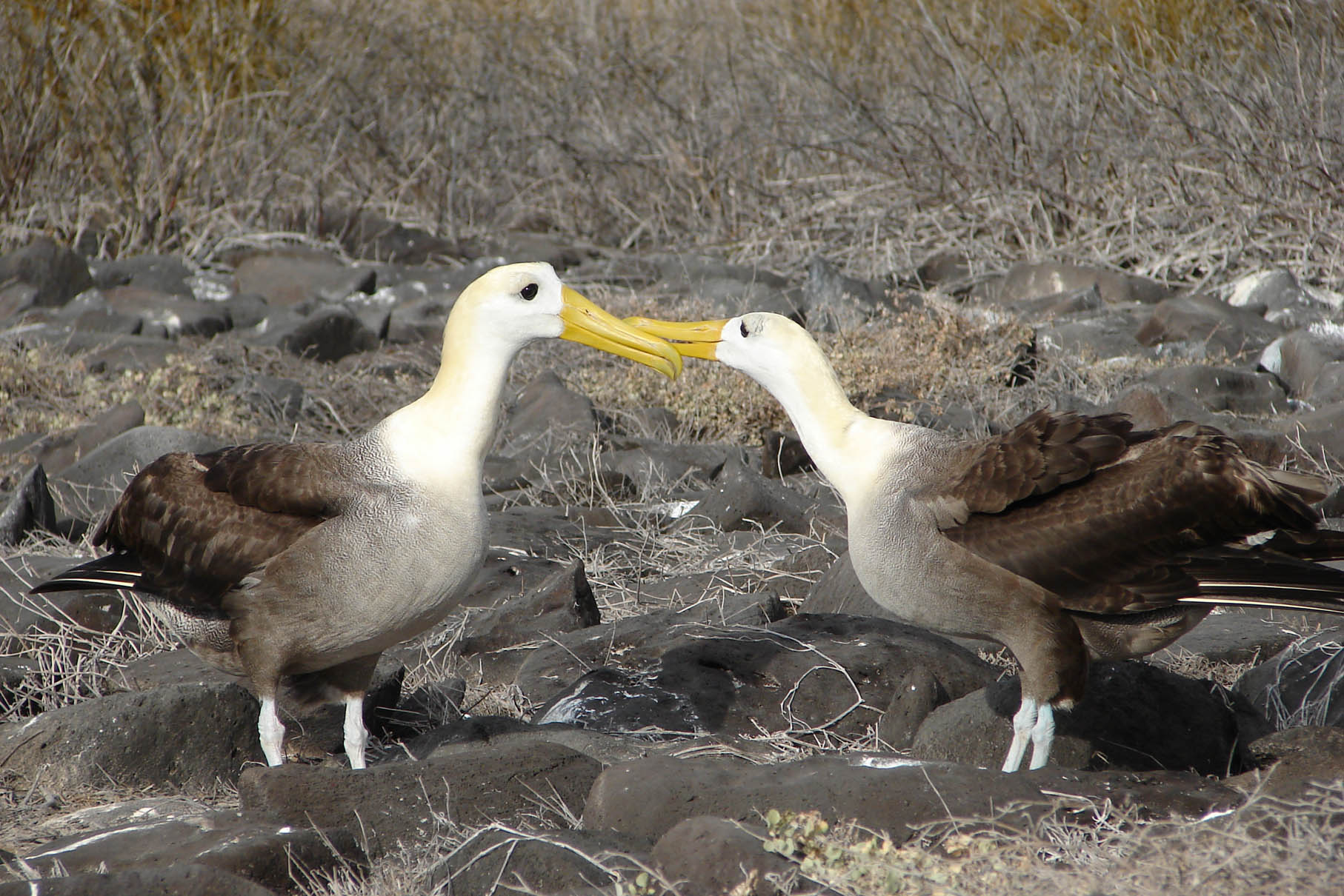
ガラパゴスアホウドリ

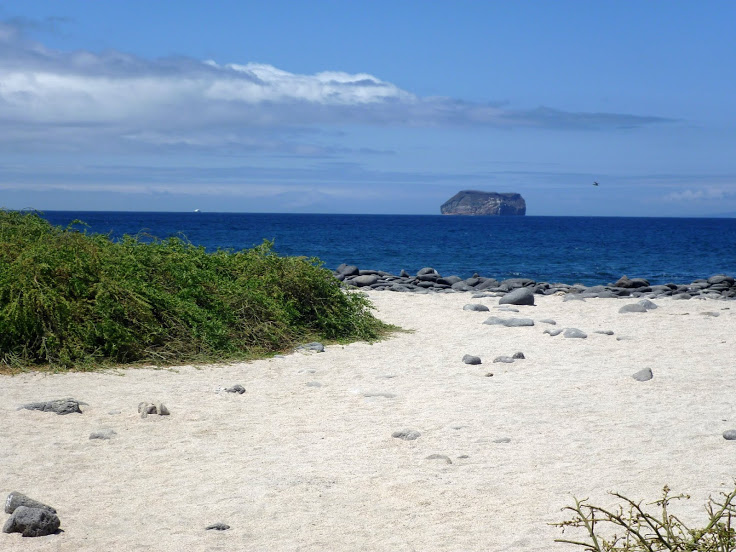
セイモア・ノルテ島

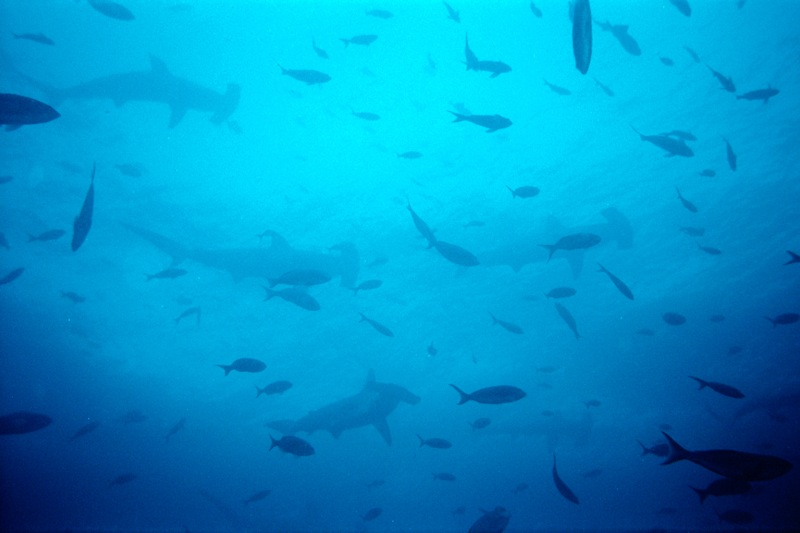
シュモクザメ

この島々が人間に発見されたのは1535年であるとされる。スペイン人の司教フレイ・トマス・デ・ベルランガが、同国による侵略により得たインカ帝国内の領地へ伝道師として向かう航海の途中、偶然に発見した。ただしハイエルダールなどはそれ以前にインカ人などが訪れていたと論じ、実際に壺にあたる土器なども発掘している。しかし少なくとも永続的に定住はしていなかったようで、ベルランガの発見時は無人島であった。
その後、ガラパゴス諸島はスペイン船の金などの積載物を狙う海賊の隠れ家として利用され、海賊の中には地図を作ったり、島を命名した者もいた。海賊は食料のヤギを島に放した。
大航海時代には捕鯨船による）の捕食やヤギの繁殖が起こり、1832年にエクアドルが領有を宣言すると、次々と入植されていった。
やがて航空路や横断道路が建設されると欧米を中心に観光客が訪れるようになり、環境破壊も深刻になった。今ではダーウィン研究所や国立公園管理事務所の設置、世界遺産への登録、観光客に対するナチュラリストガイド制度などの厳重な自然保護対策を講じている。観光客は、足元を洗ってからでないと上陸させないほどの保護体制を取っているが、いまだ存在する入植されたヤギや、近年のエルニーニョ現象など問題もある。
1990年代初頭にアジア文化圏向けのナマコの需要が高まり、ガラパゴス諸島に生息するフスクス（Isostichopus fuscus）を求めて漁民が大挙して流入するようになった。漁民たちは上陸が禁止されている島に上陸し、ナマコの加工作業を行う傍ら、ガラパゴスゾウガメを食べる、フィンチの巣を荒らすなどの問題行動が行われるようになった。環境保護活動家からの指摘を受けて1992年にエクアドル政府はガラパゴス諸島周辺でのナマコ漁を禁止したが、突然の禁漁に不満を抱いた一部の漁民がダーウィン研究所を封鎖したり、ゾウガメの殺戮をほのめかすなどの抗議を行った。一連の対立はアメリカの環境保護団体全米オーデュボン協会の機関誌を通じて「ナマコ戦争」として報じられた。
また、海洋保護区でのサメの密漁も問題になっている。ナショナルジオグラフィックの報道によれば、アジア向けのフカヒレと肉を目的とした密漁が続いているという。一例として、2017年8月に拿捕された中国の密漁船からは絶滅危惧種を含めて数千匹のサメが押収された。この密漁船の追跡に参加していた海洋生物学者のペラーヨ・サリナスによれば、「前代未聞」で「ガラパゴス史上最多」だという。

## 生態系
ガラパゴス諸島はいわゆる海洋島であり、大陸と陸続きになった歴史を持たない。そのような島では、在来の生物は飛来したか海を渡って漂着したものの子孫に限られる。また、多くの固有種が見られる。ここの場合もそれが顕著で、大部分の生物は南アメリカ大陸に出自があるとされるが、非常に多くの固有種がある。また哺乳類と両生類を欠くなど、生物相にははっきりしたゆがみがあり、その代わりに生存する種群には適応放散が著しい。特にゾウガメがこの島の名の由来になったように、大型の爬虫類が地上の動物相で大きな役割を果たしているのが目を引く。
最近の調査ではウミイグアナとガラパゴスリクイグアナの共存関係が崩れだし、ウミイグアナとガラパゴスリクイグアナの交尾によって生まれた子供は、両方の遺伝子を持ち、ガラパゴスリクイグアナにはない鋭い爪が生えている。これをハイブリッドイグアナと呼ぶが、繁殖力はない。また前記にあるエルニーニョ現象の影響で、体長が25%も短いイグアナが発見され問題視されている。
ガラパゴス諸島には木本のキク科の植物であるスカレシア属の樹木も生えており、以下の固有種のほかに陸上にはカタツムリ、海域にはサメ、ジンベエザメ、エイ、鯨類、海鳥などが生息している。1984年にユネスコの生物圏保護区に指定された。

### 比喩表現としての「〇〇のガラパゴス」
上述の生物相形成の経過から、特異な生物相を持つ島嶼のことを「○○のガラパゴス」と呼ぶことがある。日本では南西諸島の琉球列島、奄美大島や小笠原諸島が「東洋のガラパゴス」と呼ばれるが、琉球列島、奄美大島はかつて大陸や日本列島と陸続きで、そこから侵入した生物相が元になっている点で、海洋島へ漂着した生物を起源とするガラパゴスのそれとは性格が異なる。したがって、その意味では小笠原諸島をこう呼ぶ方がより理にかなっていると言えるが、南西諸島の琉球列島、奄美群島も島毎に異なる進化を遂げた固有種や亜種が多種棲息しているという点ではガラパゴス諸島と共通している。

### よく知られた動物種
各大陸とは隔絶された独自の進化を遂げた固有種が多く存在する。天敵になるような大型の陸棲哺乳類が存在しない。脊椎動物について種数：固有率を見ると、哺乳類43種/34.8%、鳥類165種/27.8%、爬虫類43種/86.0%となっている（両生類は分布していない）。
- ガラパゴスゾウガメ - 大型のリクガメ。甲羅がドーム型のものと鞍型のものに分けられる。島ごとに多くの亜種に分かれるが、それを独立種とする説もある。おもに果実や木の実などを食べる。
- ガラパゴスペンギン - 世界で3番目に小さく、唯一の熱帯性種であるペンギン。フンボルト海流から流れる魚類を餌にしているが、近年のエルニーニョ現象により餌が減り、個体数も減少した。
- ガラパゴスリクイグアナ（Conolophus subcristatus） - サンタ・フェ島には別種サンタフェリクイグアナ（英語版）（Conolophus pallidus）が生息しており[15]、その他の島には本種が生息していたが、すでに絶滅した島もある[16]。主にウチワサボテンを食べるが、移入されたヤギによって食料が奪われ、存続が危ぶまれている。
- ウミイグアナ - 海岸に生息し、海草などを食べる。
- ヨウガントカゲ（英語版） - 各島に1種、全部で7種が生息する。
- ガラパゴスアシカ
- ガラパゴスオットセイ
- ガラパゴスコバネウ
- ガラパゴスペンギン
- ダーウィンフィンチ類
- ガラパゴスマネシツグミ[8]

その他の鳥類はガラパゴス諸島の野鳥一覧を参照

### ダーウィンの進化論とガラパゴス諸島
チャールズ・ダーウィンが測量船ビーグル号に乗船し、進化論の着想を得ることになった航海で訪れたことは有名である。ダーウィンは航海の後半、1835年9月15日から10月20日まで滞在した。その間ビーグル号は初めて諸島の地理調査を精密に行った。当時の記録は、彼の『ビーグル号航海記』で読むことができる。英名チャタム、チャールズ、オーグマール、ジェームズなどの島々で観察した動物相は、南米での調査の経験とともに、進化論のヒントとなった。航海でもっとも印象に残ったことのひとつとして、ガラパゴス諸島の動植物が南米のものによく似ていることを挙げている。そして諸島滞在時には気づいていなかったが、イギリスに帰国後、生物の種とは当時信じられていたような不変の物ではなく、変化しうるのではないかと考えるようになった。島には彼を記念した研究所「チャールズ・ダーウィン研究所」が1964年に開設され、現在でも、野生生物の保護・調査にあたっている。

## 世界遺産
1978年に世界遺産（自然遺産）として登録された。2001年には、ガラパゴス海洋保護区も含めた登録となった。

### 登録基準
この世界遺産は世界遺産登録基準のうち、以下の条件を満たし、登録された（以下の基準は世界遺産センター公表の登録基準からの翻訳、引用である）。
- (7) ひときわすぐれた自然美及び美的な重要性をもつ最高の自然現象または地域を含むもの。
- (8) 地球の歴史上の主要な段階を示す顕著な見本であるもの。これには生物の記録、地形の発達における重要な地学的進行過程、重要な地形的特性、自然地理的特性などが含まれる。
- (9) 陸上、淡水、沿岸および海洋生態系と動植物群集の進化と発達において進行しつつある重要な生態学的、生物学的プロセスを示す顕著な見本であるもの。
- (10) 生物多様性の本来的保全にとって、もっとも重要かつ意義深い自然生息地を含んでいるもの。これには科学上または保全上の観点から、すぐれて普遍的価値を持つ絶滅の恐れのある種の生息地などが含まれる。

登録基準に基づく評価内容は以下の通り。
- (7) ガラパゴス海洋保護区は、サンゴからサメ、ペンギン、海洋哺乳類に至るまで、豊富な生物が生息する水中の野生生物のスペクタクルである。人間にとても馴染み深く、ダイバーに同行する多様な海洋生物とのダイビング体験を提供できる場所は、世界中どこを探しても他にない。水中の地形の多様性は、世界のどこにも見られないユニークな景観を生み出す、この場所の付加価値となっている。
- (8) 群島の地質は海底から始まり、海面上に現れ、そこで生物学的プロセスが継続している。ナスカ、ココス、太平洋の 3 つの主要なプレートが海底で出会い、地質学的に重要な意味を持っている。ほとんどの海洋群島と比較すると、ガラパゴス諸島は非常に若く、最大で最も新しい島であるイサベラ島とフェルナンディナ島は誕生から 100 万年未満、最も古い島であるエスパニョーラ島とサン・クリストバル島は 300 万年から 500 万年の間である。ガラパゴス諸島は、西側の新しい火山地域と東側の古い島々の進化を示している。最近の火山噴火、小規模な地震活動、浸食など、進行中の地質学的および地形学的プロセスは、ガラパゴス諸島の起源の謎を解く重要な洞察を提供している。これほど完全な地質学的および地形学的特徴の連続体が保護されている場所は、世界に類を見ない。
- (9) ガラパゴスの動植物の起源は、1839 年にチャールズ ダーウィンが「ビーグル号航海記」を出版して以来、人々の大きな関心を集めてきた。ガラパゴス諸島は、生態学的、進化学的、生物地理学的プロセスが特定の島と群島全体の動植物にどのように影響するかを示す、ほぼ唯一の例である。ダーウィンフィンチ、マネシツグミ、陸生カタツムリ、ゾウガメ、および多数の植物と昆虫のグループは、今日でも続いている適応放散の最も優れた例の一部である。同様に、海洋保護区は、3 つの主要な東太平洋海流の合流点に位置し、エルニーニョなどの気候現象の影響を受けており、大きな進化的影響を及ぼし、変化する条件下での種の進化に関する重要な手がかりを提供している。島の野生生物の多く（海鳥、ウミイグアナ、アシカなど）が海に直接依存していることは明らかであり、陸上の世界と海洋の世界の切っても切れないつながりを形成している。
- (10) これらの島々は、新しい海洋島としては比較的種の多様性が高く、ゾウガメやリクイグアナ、世界で最北のペンギン種、飛べない鵜、歴史的に重要なダーウィンフィンチやガラパゴスマネシツグミなどの象徴的な分類群が生息している。また、巨大なデイジーの木であるScalesia spp. や他の多くの属などの固有植物も島々に生息しており、約 500 種の維管束植物を含む在来植物の一部であり、そのうち約 180 種が固有種である。固有種および絶滅危惧種の例としては、12 種の在来陸生哺乳類 (11 種が固有種、10 種が絶滅危惧種または絶滅) と 36 種の爬虫類 (すべて固有種で、ほとんどが絶滅危惧種または絶滅種と見なされている) があり、世界で唯一のウミイグアナもその 1 つである。同様に、海洋動物相は、2,909 種の海洋種が確認され、そのうち 18.2% が固有種であり、非常に高い多様性と固有性を有している。有名な海洋種には、サメ、ジンベイザメ、エイ、クジラ類などがある。海洋生物と陸生生物 (アシカ、海生および陸生イグアナ、海鳥など) の相互作用も例外的と言える。最近の深海生物群の探査により、科学に新たな発見がもたらされ続けている。

### 危機遺産への登録
1990年代以降の急速な観光地化、それにともなう人口の急増により、直接的な環境汚染や撹乱、外来生物の繁殖、横行する密漁など多くの問題が持ち上がっている。これらに対して有効な対策を講じられていないと判断され、2007年6月、危機遺産リストに登録された。
しかし、その後のエクアドル当局の取り組みが評価され、2010年の第34回世界遺産委員会で危機遺産リストから除去された。

## その他
ガラパゴス諸島の中のフロレアナ島のポスト・オフィス湾には、無人の郵便局が存在する。郵便局とは名ばかりで木製のポストが置いてある簡素な郵便局であり、手紙を回収にくる郵便局員もいない。海賊船の時代が終わり捕鯨船の時代に入った18世紀後半に設置されたとされ、船乗りたちがこのビーチに樽を置いて郵便を投函しておくと、立ち寄った別の船が自国宛ての郵便があれば持ち帰って届けてくれた習慣に湾の名前は由来している。今でも観光客が真似てこの郵便局に手紙を残し、残した数だけ自国宛ての手紙を探して持ち帰り、帰国した際に切手を貼って送る慣習になっている。